# Iga Cembrzyńska
Iga Cembrzyńska, née le 2 juillet 1939 à Radom, est une actrice, productrice, chanteuse de cinéma et de théâtre polonaise.

## Biographie
Elle étudie à l'Académie de théâtre Alexandre-Zelwerowicz où elle obtient son diplôme en 1962. Dans les années 1990, elle fonde la société de production Iga Film. Elle a ainsi produit tous les films de son mari Andrzej Kondratiuk.

## Filmographie

### Actrice
- 1965 : Salto
- 1965 : Le Manuscrit trouvé à Saragosse
- Plus que la vie en jeu, série de la télévision.
- 1971 : L'Hydromystère
- 1986 : Siekierezada
- 1988 : Chacun son alibi
- 2005 : Bar pod młynkiem

### Scénariste
- 2003 : 48 godzin z zycia kobiety, court-métrage.
- 1997 : Słoneczny zegar
- 1973 : Pies.

### Réalisatrice
- 2003 : 48 godzin z zycia kobiety, court-métrage.